# Голова Франца Кафки
«Голова́ Фра́нца Ка́фки» (чеськ. Hlava Franze Kafky) — оберто́ва скульптура голови німецькомовного письменника Франца Кафки авторства Давида Черні, твір кінетичного мистецтва. Встановлена у Празі біля торгового центру «Quadrio». Відкриття відбулося 31 жовтня 2014 року — одночасно з відкриттям торгового центру.

## Опис
Скульптура заввишки 10,6 метрів, з яких 2,8 метра — висота постаменту, зроблена з нержавіючої сталі з дзеркальним блиском і важить 39 тонн (24 тонни становить маса нержавіючої сталі) і складається з 42 фігурних сталевих пластин, які обертаються незалежно один від одного з максимальною швидкістю 6 обертів на хвилину. Швидкість обертання пластин регулюється віддалено, при цьому в алгоритмі руху запрограмовано безліч варіацій. Всередині скульптури знаходяться 21 модуль двигуна та 1 кілометр кабелю. У нижній частині скульптури знаходяться невеликі дзеркала, що створюють відчуття, що голова ширяє в невагомості. У нічний час скульптура підсвічується різнобарвною ілюмінацією, а в холодну погоду на неї одягають спеціальне накриття́.
«Голова Франца Кафки» — не перша рухома робота Давида Черні. За тим же принципом влаштована його інсталяція «Метаморфози» в Шарлотті (Північна Кароліна), створена в 2007 році. Рішення створити скульптуру Кафки саме як твір кінетичного мистецтва Черний пояснив тим, що саме рух найбільш точно передає особистісні особливості письменника.
Вартість створення і встановлення скульптури склала 30 мільйонів чеських крон і була сплачена CPI Property Group — власником торгового центру «Quadrio».